# Ozdobnik
Ozdobnik – element melodii wprowadzający dodatkowe dźwięki mające charakter ornamentów.
W dawnych czasach stosowanie ozdobników zależało od smaku i inwencji wykonawcy, lecz z czasem ustalono pewien zasób standardowych ozdobników i zasady ich zapisu. Ozdobniki nie zwiększają czasu trwania taktu i wykonywane są kosztem czasu dźwięku, który ozdabiają, lub dźwięku poprzedzającego.
Ornamentyka była bardzo popularna w muzyce renesansowej, baroku i muzyce klasycystycznej. Szczególną mnogość ornamentów wypracowała muzyka klawesynowa. Do czasów współczesnych zachowały się tylko niektóre, a i te są rzadko używane.
Śpiew z użyciem ozdobników nazywa się koloraturą (zob. też sopran koloraturowy).
Do używanych dziś ozdobników należą:

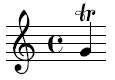
tryl

- przednutka krótka
- przednutka długa
- mordent
- obiegnik (gruppetto)
- tryl
- ornament
- arpeggio

Dawniej używano między innymi:
- agréments